# Betört Fej bölényugrató
A Betört Fej bölényugrató (angolul Head-Smashed-In Buffalo Jump, franciául Le précipice à bisons Head-Smashed-In) a Sziklás-hegység előhegységeiben fekszik, ahol a préri kezdődik, Kanada Alberta tartományában, 18 km-re északnyugatra Fort Macleodtól. Ez a legjobb állapotban megmaradt bölényugrató, amely egy mára letűnt vadászati módszerről és kultúráról árulkodik.

## Történelme
A bölényugratót a síkságok bennszülött népei használták 5500 éven keresztül bölényvadászatokon. A bölényeket felhajtották a dombra, amely egy 10 m mély szakadékban végződött. A feketeláb indiánok a bölényt a Porcupine Hillsben elterülő legelőterületről 3 kilométerre nyugatra terelték a hajtósávokba, amelyeket több száz kőhalom szegélyzett, azután fel a szirtre erős vágtában. Miután az állatok lezuhantak a szirtről, a bölénytetemeket egy közeli táborban dolgozták fel. Maga a szirt 300 m magas, a legmagasabb pontjától 10 m-es szakadékkal esik a völgy felé. A helyszínt már legalább 6000 évvel ezelőtt használták, a csontleletek rétege 10 méter vastag volt. 
A feketeláb indiánok nyelvén a hely neve Estipah-skikikini-kots. A legenda szerint egy fiatal feketeláb indián meg akarta nézni, ahogy a bölény alázuhan a szirtről, de a lezuhanó állat maga alá temette. Később betört fejjel és holtan találták meg a tetemek alatt. 
A bölényugratót a 19. században, az európaiak megjelenése után elhagyták. A helyszínt először az 1880-as években jegyezték fel. Ásatásokat az American Museum of Natural History (Amerikai Természetrajzi Múzeum) folytatott először 1938-ban. 1968-ban kijelölték, mint Nemzeti Történelmi Emlékhelyet, majd 1979-ben Tartományi Történelmi Emlékhely lett. 1981-ben került a világörökség listájára.
A bölényugrató homokkő sziklájába információs központot és múzeumot építettek, ahol öt szinten mutatják be a hely ökológiai, mitológiai, életmódbeli és technológiai szerepét, a bölényvadász indián törzsek életét. A múzeum mellett indián sátorfalu áll.

## Fordítás
- Ez a szócikk részben vagy egészben  a   Head-Smashed-In Buffalo Jump című a Wikipédia-szócikk ezen változatának fordításán alapul.  Az eredeti cikk szerkesztőit annak laptörténete sorolja fel. Ez a jelzés csupán a megfogalmazás eredetét és a szerzői jogokat jelzi, nem szolgál a cikkben szereplő információk forrásmegjelöléseként.